# 吉田郡
吉田郡（日语：／ Yoshida gun */?）為位於日本福井縣北部的郡
現僅轄有一町：
- 永平寺町

在1879年實施郡區町村編制法時的轄區，還包括現在的福井市的北部部分地區。

## 歷史
過去在令制國時代屬於越前國。
在江戶時代時吉田郡內全部區域都是福井藩的領地。
19世紀末明治維新後，福井藩的領地在1871年實施廢藩置縣後改隸屬福井縣，不過在同年底進行的第一次府縣整併中，原本分屬福井縣、丸岡縣、西尾縣、大野縣、郡上縣、勝山縣、鯖江縣、本保縣位於原越前國北部的區域被整併為一縣，整併後的縣廳仍設於福井城，因此最初繼續沿用福井縣之名稱，不過在1872年福井縣改採用縣廳所在地的郡名更名為「足羽縣」。
但在1873年，隨著足羽郡隨著足羽縣被併入敦賀縣，不過敦賀縣在1876年也遭到廢除，位於木芽峠以北的足羽郡被併入石川縣，直到1881年才將原本敦賀縣的轄區重新恢復設縣，不過重新設立的縣因為縣廳設在福井，因而新縣被命名為福井縣。
1878年石川縣實施郡區町村編製法時，正式設置近代的行政區劃「足羽郡」，並在足羽郡福井佐佳枝上町（位於現在的福井市）設置「足羽吉田郡役所」，同時管轄足羽郡和吉田郡。

### 沿革

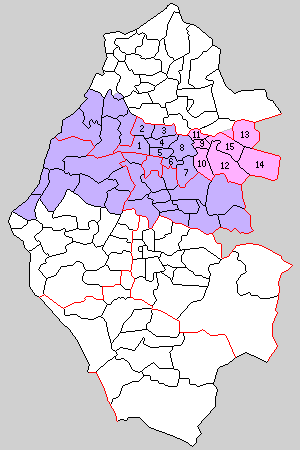
1889年吉田郡轄下的行政區劃：
1.西藤島村、2.河合村、3.森田村、4.中藤島村、5.圓山西村、6.圓山東村、7.岡保村、8.東藤島村、9.松岡村、10.吉野村、11.五領島村、12.志比谷村、13.浄法寺村、14.上志比村、15.下志比村
（紫色：現屬福井市、桃色：現屬永平寺町）

- 1889年4月1日：實施町村制，吉田郡下設：西藤島村（日语：西藤島村）、河合村（日语：河合村 (福井県)）、森田村（日语：森田町）、中藤島村（日语：中藤島村）、圓山西村（日语：円山西村）、圓山東村（日语：円山東村）、岡保村（日语：岡保村）、東藤島村（日语：東藤島村）、松岡町（日语：松岡町 (福井県)）、吉野村（日语：吉野村 (福井県吉田郡)）、五領島村（日语：五領ヶ島村）、志比谷村（日语：志比谷村）、浄法寺村（日语：浄法寺村）、上志比村（日语：上志比村）、下志比村（日语：下志比村）。（15村）
- 1891年4月1日：實施郡制（日语：郡制），郡役所暫先設於原先的足羽吉田郡役所。
- 1891年5月11日：郡役所遷移至福井市清川上町。
- 1894年4月23日：郡役所遷移至圓山西村。
- 1923年4月1日：廢除郡會和郡參事會。
- 1926年7月1日：廢除郡役所，此後郡不再作為行政區劃，只作為地名的表示。
- 1930年2月11日：松岡村改制為松岡町（日语：松岡町 (福井県)）。（1町14村）
- 1935年4月3日：森田村改制為森田町（日语：森田町）。（2町13村）
- 1941年4月1日：圓山東村被併入福井市。[5]（2町12村）
- 1942年5月5日：圓山西村被併入福井市。[5]（2町11村）
- 1948年6月1日：西藤島村的田原下和牧之島地區被併入福井市。[5]
- 1951年3月30日：西藤島村被併入福井市。[5]（2町10村）
- 1954年3月31日：志比谷村、下志比村和浄法寺村合併為志比村。（2町8村）
- 1955年3月19日：中藤島村被併入福井市。[5]（2町7村）
- 1955年3月31日：松岡町、吉野村、五領島村合併為新設立的松岡町（日语：松岡町 (福井県)）。（2町5村）
- 1955年4月30日：志比村的志比堺地區被併入松岡町。
- 1956年9月30日：東藤島村和岡保村合併為藤岡村（日语：藤岡村）。（2町4村）
- 1957年5月1日：河合村被併入福井市。[5]（2町3村）
- 1960年4月1日：坂井郡丸岡町（日语：丸岡町）的部分地區被併入志比村。
- 1961年10月1日：藤岡村被併入福井市。[5]（2町2村）
- 1962年9月1日：志比村改制並更名為永平寺町。（3町1村）
- 1967年7月30日：森田町被併入福井市。[5]（2町1村）
- 2006年2月13日：松岡町、永平寺町、上志比村合併為新設立的永平寺町。[6]（1町）

### 變遷表
| 1889年4月1日 | 1889年 - 1912年 | 1912年 - 1944年            | 1945年 - 1954年            | 1955年 - 1989年            | 1955年 - 1989年                   | 1989年 - 現在                | 現在                         |
| ------------ | --------------- | -------------------------- | -------------------------- | -------------------------- | --------------------------------- | ---------------------------- | ---------------------------- |
| 圓山東村     | 圓山東村        | 1941年4月1日 併入福井市    | 福井市                     | 福井市                     | 福井市                            | 福井市                       | 福井市                       |
| 圓山西村     | 圓山西村        | 1942年5月5日 併入福井市    | 福井市                     | 福井市                     | 福井市                            | 福井市                       | 福井市                       |
| 西藤島村     | 西藤島村        | 西藤島村                   | 1948年6月1日 併入福井市    | 福井市                     | 福井市                            | 福井市                       | 福井市                       |
| 西藤島村     | 西藤島村        | 西藤島村                   | 1951年3月30日 併入福井市   | 福井市                     | 福井市                            | 福井市                       | 福井市                       |
| 中藤島村     | 中藤島村        | 中藤島村                   | 中藤島村                   | 1955年3月19日 併入福井市   | 福井市                            | 福井市                       | 福井市                       |
| 河合村       | 河合村          | 河合村                     | 河合村                     | 1957年5月1日 併入福井市    | 福井市                            | 福井市                       | 福井市                       |
| 岡保村       | 岡保村          | 岡保村                     | 岡保村                     | 1956年9月30日 合併為藤岡村 | 1961年10月1日 併入福井市          | 福井市                       | 福井市                       |
| 東藤島村     |                 |                            |                            | 1956年9月30日 合併為藤岡村 | 1961年10月1日 併入福井市          | 福井市                       | 福井市                       |
| 森田村       | 森田村          | 1935年4月3日 改制為森田町  | 1935年4月3日 改制為森田町  | 1935年4月3日 改制為森田町  | 1967年7月30日 併入福井市          | 福井市                       | 福井市                       |
| 松岡町       | 松岡町          | 1930年2月11日 改制為松岡町 | 1930年2月11日 改制為松岡町 | 1955年3月31日 合併為松岡町 | 松岡町                            | 2006年2月13日 合併為永平寺町 | 2006年2月13日 合併為永平寺町 |
| 吉野村       |                 |                            |                            | 1955年3月31日 合併為松岡町 | 松岡町                            | 2006年2月13日 合併為永平寺町 | 2006年2月13日 合併為永平寺町 |
| 五領島村     |                 |                            |                            | 1955年3月31日 合併為松岡町 | 松岡町                            | 2006年2月13日 合併為永平寺町 | 2006年2月13日 合併為永平寺町 |
| 下志比村     | 下志比村        | 下志比村                   | 1954年3月31日 合併為志比村 | 1955年4月30日 併入松岡町   | 松岡町                            | 2006年2月13日 合併為永平寺町 | 2006年2月13日 合併為永平寺町 |
| 下志比村     | 下志比村        | 下志比村                   | 1954年3月31日 合併為志比村 | 志比村                     | 1962年9月1日 改制並更名為永平寺町 | 2006年2月13日 合併為永平寺町 | 2006年2月13日 合併為永平寺町 |
| 志比谷村     |                 |                            | 1954年3月31日 合併為志比村 | 志比村                     | 1962年9月1日 改制並更名為永平寺町 | 2006年2月13日 合併為永平寺町 | 2006年2月13日 合併為永平寺町 |
| 浄法寺村     |                 |                            | 1954年3月31日 合併為志比村 | 志比村                     | 1962年9月1日 改制並更名為永平寺町 | 2006年2月13日 合併為永平寺町 | 2006年2月13日 合併為永平寺町 |
| 上志比村     |                 |                            |                            |                            |                                   | 2006年2月13日 合併為永平寺町 | 2006年2月13日 合併為永平寺町 |

## 註解
1. ↑  於1871年第一次設立的福井縣，與現在的福井縣沒有直接關係。
2. ↑  於1881年第二次設立的福井縣，與1871年設立的福井縣沒有直接關係。